# 18기 국기전
18기 국기전은 한국기원 소속 전문기사들이 참가하여 경향신문가 주최하는 국내 바둑 기전이다. 도전5번기 에서는 국기 이창호 八단이 도전자 유창혁 六단을 3대 0로 꺾고 완봉 우승하며 3번째 타이틀을 획득했다.

### 참가자격
- 한국기원 소속 전문기사

### 대국방법
- 제한시간 : 예선 및 본선 3시간 ,도전자결정전 4시간, 도전 5번기 5시간
- 덤 : 5집반(0.5집승)

## 대국 결과
| 대진     | 연도   | 대국일자  | 승자        | 패자        | 결과             | 기보 |
| -------- | ------ | --------- | ----------- | ----------- | ---------------- | ---- |
| 도전 1국 | 1995년 | 11월 3일  | 이창호 八단 | 유창혁 六단 | 203수 흑 불계승  |      |
| 도전 2국 | 1995년 | 11월 17일 | 이창호 八단 | 유창혁 六단 | 191수 백 반집승  |      |
| 도전 3국 | 1995년 | 11월 30일 | 이창호 八단 | 유창혁 六단 | 232수 흑 1집반승 |      |
| 도전 4국 | 1995년 | 월 일     |             |             |                  |      |
| 도전 5국 | 1995년 | 월 일     |             |             |                  |      |

## 특이 사항
이창호 六단 타이틀 방어로 3연패, 통산 3번째 우승을 차지, 도전 5번기 완봉승 